# 통도사시외버스터미널
통도사시외버스터미널(通度寺-, 통도사터미널, 신평터미널) 은 경상남도 양산시 하북면 통도사로 30(순지리 821-1)에 있는 버스 터미널이다.

## 역사
본래 시내버스 회사에서 지금의 위치에서 약 200m 떨어진 곳에 터미널을 운영하였으나 수익성이 떨어진다고 하여 2005년에 터미널 건물을 매각해 부득이하게 컨테이너 가건물을 통해 임시 터미널을 운영하였다. 그러다가 양산시와 현 위치 부지의 소유주인 통도사가 협의하여 지금의 터미널 건물이 건립되었고, 이 건물은 2009년 12월 20일에 준공, 2010년 1월 5일에 양산시의회에서 「양산시 공영버스터미널 관리 및 운영 조례」가 제정되고, 2010년 1월 11일 경상남도로부터 여객자동차터미널 사업면허를 받아 영업 개시했다.

## 시설
부지면적 2천999m2, 건물 연면적 317m2의 규모로 지상 1층 구조이다. 터미널 내부에는 대합실과 매표소, 매점, 휴게실, 식당, 화장실 등이 있다.

## 운행 노선

### 시외버스
시외버스는 언양 ↔ 부산 노선이 중간에 이 버스터미널을 경유하는 형식으로 운행한다. 2018년 3월부터 경상남도 지역 시외버스 교통카드제의 전면 확대로 매표소를 통한 매표 업무가 중단되었다. 따라서 일반 시내버스처럼 요금을 지불하면 된다.
| 운행 노선     | 운행업체 | 운행구간     | 운행구간 | 운행구간     | 경유지 | 배차 간격 (분) | 시간표                |
| ------------- | -------- | ------------ | -------- | ------------ | ------ | -------------- | --------------------- |
| 통도사 ↔ 부산 | 푸른교통 | 통도사(신평) | ↔        | 부산(노포동) | 무정차 | 20~25          | 첫차:06:35 막차:22:15 |
| 통도사 ↔ 언양 | 푸른교통 | 통도사(신평) | ↔        | 언양         | 무정차 | 20~30          | 첫차:06:45 막차:22:25 |

그외에도 통도사터미널인근 35번 국도변에 언양-해운대행 시외버스가 정차한다. 언양에서 10:30, 15:00, 19:50분에 출발하며 중간에 양산터미널을 경유한다. 일반시내버스처럼 요금을 지불하고 승차하면 된다.

### 시내버스
| 운행 노선 | 운행업체        | 운행구간       | 운행구간 | 운행구간       | 경유지 | 배차 간격 (분)                        | 시각표                                                  |
| --------- | --------------- | -------------- | -------- | -------------- | --- | ------------------------------------- | ------------------------------------------------------- |
| 양산 11   | ㈜세원 푸른교통 | 통도사(신평)   | ↔        | 양산역환승센터 | 초산, 진목, 용연초교, 내원사입구, 신전, 상북초교, 공암, 대성, 소토, 신기주공, 신한은행, 남부시장, 신도시, 남부고     | 30~60                                 | 첫차:06:07 막차:20:37                                   |
| 양산 12   | ㈜세원 푸른교통 | 통도사(신평)   | ↔        | 부산(명륜역)   | 초산, 진목, 용연초교, 내원사입구, 신전, 상북초교, 공암, 대성, 신기주공, 신한은행, 남부시장, 시청, 범어사역, 부산대역 | 12~20                                 | 첫차:05:30 막차:00:40                                   |
| 양산 13   | ㈜세원 푸른교통 | 통도사(신평)   | ↔        | KTX울산역      | 방기, 삼성SDI, 삼남면사무소, 언양터미널                                                                              | 25                                    | 첫차:06:45 막차:21:20                                   |
| 울산 313  | 울산여객        | 삼동면주민센터 | ↔        | 정거리         | 통도사터미널, 삼남면사무소, 언양터미널                                                                               | 언양~정거리 1일 7회 언양~삼동 1일 6회 | 언양~정거리 1일 7회 언양~삼동 1일 6회                   |
| 울산 817  | 남성여객        | 통도사(신평)   | ↔        | 태화강역       | 삼동면사무소, 대복입구, 신복로터리, 성남동, 울산고속터미널                                                           | 10회                                  | 첫차:05:30 막차:20:50                                   |
| 울산 1723 | ㈜세원          | 통도사(신평)   | ↔        | 태화강역       | 삼남면주민센터, 교동주공·계룡리슈빌 입구, 동부주공, 언양터미널, 신복로터리, 법원앞, 공업탑, 울산시외고속터미널       | 22~30                                 | 평일 첫차:05:11, 막차:22:17 주말 첫차:05:18, 막차:22:18 |